# Gacian Reyneau
Gacian Reyneau (fl. 1398 - 1429) est un compositeur bourguignon de la cour de Martin d'Aragon. Une seule œuvre lui est attribuée, le rondeau Va t'en mon cuer, qui est l'une des œuvres les plus tardives du Codex Chantilly (qui rassemble des compositions de 1350 à 1420 environ), écrite dans un style plus simple que les autres compositions du recueil (ce qui est à l'époque une manière moderne). Ce rondeau a été édité par Wili Apel dans Corpus mensurabilis musicae (volume 53, 1970). Plusieurs enregistrements ont été réalisés.

## Discographie
- Codex Chantilly, En l'amoureux vergier, De Cælis, Laurence Brisset, Aeon AECD 1099.
- Fleurs de vertus, Chansons subtiles à la fin du XIVè siècle, Ferrara Ensemble, Crawford Young, Arcana A40.
- Música ¡vanguardista! en la Corte de Juan I (s.XIV), In Canto Ensemble, Edicions Albert Moraleda 7474[5].
- The Garden of Zephirus, Courtly songs of the early fifteenth century, Gothic Voices, Christopher Page,  Hyperion 66144.